# Laelia bilati
Laelia bilati is een vlinder uit de familie spinneruilen (Erebidae), onderfamilie donsvlinders (Lymantriinae). De wetenschappelijke naam van deze soort is voor het eerst geldig gepubliceerd in 1943 door Dufrane.
De soort komt voor in tropisch Afrika.